# Siriri (futebolista)
José de Andrade Torres, mais conhecido como Siriri (Santos, 24 de dezembro de 1904 - Santos, 25 de maio de 1978) foi um futebolista brasileiro que atuava como atacante.
É o autor do gol nº 1.000 da história do Santos Futebol Clube.
Era irmão do futebolista Anibal Torres, apelidado Camarão, e foi casado com Aracy Patusca, irmã de Araken Patuska.

## Carreira
Junto ao seu irmão Camarão começou a carreira no Brasil Futebol Clube, na sua cidade natal. Por indicação de José Caetano Munhoz, os irmãos receberam convite e ingressaram no Santos em 1923.
Em sua estreia pelo Alvinegro, diante da Seleção do Rio Grande do Sul, marcou dois gols. No ano seguinte, 1924, marcou o maior número de gols em uma só temporada pelo clube: 18 gols.
Nas temporadas seguintes manteve uma ótima média de gols, com 11 gols em 19 jogos em 1925; e 13 gols em 15 partidas em 1926.
Em 1927, integrou o "ataque dos 100 gols" junto a Omar, Camarão, Feitiço, Araken e Evangelista, onde, ao longo do Paulista daquele ano, os seis foram responsáveis por 96 gols na competição dos 100 marcados pela equipe em 16 jogos – é, ainda hoje, a maior média de uma equipe no Campeonato Paulista (6,25 gols por jogo). Polivalente, nesta campanha atuou em todas as posições do ataque e marcou oito gols em dezesseis jogos.
No ano seguinte, novamente os santistas ficaram com a segunda colocação no Campeonato Estadual e Camarão marcou cinco gols no Paulista e 17 contabilizando todas as 22 partidas que jogou no ano. No dia 11 de novembro de 1928, marcou o gol de nº 1.000 na história do Santos na vitória, diante do Corinthians, na primeira partida do time santista no Parque São Jorge, pelo placar de 3 a 2.
Em 1929, o Santos ficou, outra vez, com o vice-campeonato estadual, porém Siriri não disputou a competição em sua totalidade, atuando em apenas três partidas das sete que o clube disputou no certame, e marcou dois gols.
Siriri também era funcionário da Companhia Sul América de Seguros e ao atuar pela equipe de sua empresa empregadora, acabou punido com suspensão do quadro social do Santos. De 1923 a 1929 Siriri fez 113 jogos pelo Santos e marcou 80 gols.
Prosseguiu sua carreira no recém fundado São Paulo da Floresta, que originou o atual São Paulo Futebol Clube. Pelo clube paulistano, jogou entre os anos de 1930 e 1931 e lá, conseguiu, enfim, o título de campeão paulista, em 1931. Neste mesmo ano, foi titular absoluto da Seleção Paulista no Campeonato Brasileiro de Seleções, em campanha que terminou com o vice-campeonato.
Na vitória do São Paulo frente ao Club Sportivo América (antigo Sílex) em 8 de novembro de 1931, recebeu dura entrada do zagueiro Pavani, fraturou o tornozelo em dois lugares, passou por dois procedimentos cirúrgicos, mas jamais conseguiu se recuperar e voltar a jogar.
Após deixar os campos, ingressou no funcionalismo público, onde prosseguiu até a aposentadoria definitiva.

### Títulos
São Paulo
- Campeonato Paulista: 1931[12]